# James Cunningham (homme politique)
Pour les articles homonymes, voir James Cunningham et Cunningham.
James Dolan Cunningham (né le 4 février 1941) est un homme politique du parti travailliste du Royaume-Uni . Il est député de Coventry South de 1992 à 2019.

## Jeunesse
Cunningham est né à Coatbridge, en Écosse et étudie à Columba High School avant de fréquenter le Trade Union College de Tillicoultry, où il suit un certain nombre de cours Ruskin sur les relations industrielles et le droit syndical . En 1964, il devient ingénieur pour Rolls-Royce à Ansty, rejoignant le Parti travailliste en 1966. Il devient délégué syndical de l'Union de la fabrication, de la science et des finances dans l'usine Rolls-Royce à partir de 1968, en parallèle de sa carrière politique locale.

## Politique locale
Cunningham commence sa carrière politique en tant que conseiller de Coventry en 1972 et devient président du Comité des services aux consommateurs du Conseil de 1975 à 1977. Il est également vice-président du Comité des finances pendant trois mandats, de 1975 à 1977, de 1979 à 1982 et de 1985 à 1988. Il est vice-président du comité des loisirs de 1975 à 1977, et président de 1979 à 1982. Il est ensuite vice-président du comité des transports et des routes de 1983 à 1985, date à laquelle il devient whip en chef du groupe travailliste au conseil de 1985 à 1987, date à laquelle il est chef adjoint du conseil municipal de Coventry. Cunningham quitte Rolls-Royce en tant qu'ingénieur et délégué syndical en 1988 après sa nomination comme chef du conseil municipal, poste qu'il occupe jusqu'à son élection au Parlement en 1992 .

## Parlement
Cunningham est sélectionné pour se présenter dans la circonscription de Coventry Sud-Est aux élections générales de 1992 à la suite de l'expulsion du député travailliste Dave Nellist (en), membre du groupe militant trotskyste. Cunningham l'emporte avec une majorité de 1 311 voix sur la candidate conservatrice Martine Hyams, Nellist termine troisième.
Cunningham prononce son premier discours le 12 mai 1992 dans lequel il parle des problèmes sociaux et économiques de Coventry et critique le niveau des ressources du gouvernement central allouées à la ville .
À la suite d'informations de l'année précédente selon lesquelles la reine devait accepter de payer l'impôt sur le revenu, il appelle la reine et d'autres membres de la famille royale à commencer à payer l'impôt sur le revenu dans sa lettre au chancelier de l'Échiquier en 1992.
Il devient membre du comité des affaires intérieures de 1993 à 1997. Il siège ensuite au Comité spécial du commerce et de l'industrie à partir de 1997 et au Comité des présidents de la Chambre des communes à partir de 1998, quittant les deux lors des élections générales de 2001. Cunningham siège ensuite au Comité spécial des affaires constitutionnelles de 2003 à 2005.
Cunningham siège brièvement au Bureau du Comité spécial des vice-premiers ministres en 2005 jusqu'aux élections générales.
Après l'élection, il siège au comité des procédures de la Chambre des communes jusqu'en 2006 et est Secrétaire parlementaire privé du solliciteur général Mike O'Brien jusqu'en 2007. Cunningham reste le SPP d'O'Brien quand celui-ci devient ministre d'État au ministère du Travail et des Pensions de 2007 à 2008, puis ministre d'État au ministère de l'Énergie et du Changement climatique de 2008 à 2009 et en tant que ministre d'État. au ministère de la Santé de 2009 à 2010. Cunningham siège au Comité spécial des normes et privilèges en 2010.
Au cours du Scandale des dépenses du Parlement du Royaume-Uni en 2009, Cunningham est salué par The Telegraph, qui cite ses dépenses constamment faibles qui ont fait de lui le 27e député le plus bas sur 645 députés.
Il soutient Owen Smith dans la tentative ratée de remplacer Jeremy Corbyn lors de l'élection à la direction du Parti travailliste (Royaume-Uni) en 2016.
Il annonce qu'il ne se représente pas aux élections générales de 2019 peu de temps après que son collègue député de Coventry Geoffrey Robinson ait également annoncé son intention de partir.

## Famille
Il est marié à Marion Douglas Podmore depuis 1985; chacun a des enfants de mariages précédents.